# Николо-Прозорово
Николо-Прозорово — посёлок в городском округе Мытищи Московской области России. Население — 39 чел. (2010).

## География
Расположен на севере Московской области, в северной части Мытищинского района, примерно в 20 км к северу от центра города Мытищи и 19 км от Московской кольцевой автодороги, недалеко от Пестовского водохранилища системы канала имени Москвы.
В посёлке 8 улиц — А. В. Суворова, Александровская, Архитектора Казакова, Круговая, Надежды, Николо-Прозоровская, Никольская и Шипиловская. Ближайшие населённые пункты — деревни Малое Ивановское, Подольниха, Румянцево и Фелисово.

## Население
| 1646 | 1852 | 1859 | 1899 | 1926 | 2002 | 2010 |
| ---- | ---- | ---- | ---- | ---- | ---- | ---- |
| 9    | ↘5   | ↗80  | ↘35  | ↗63  | ↘11  | ↗39  |

## История

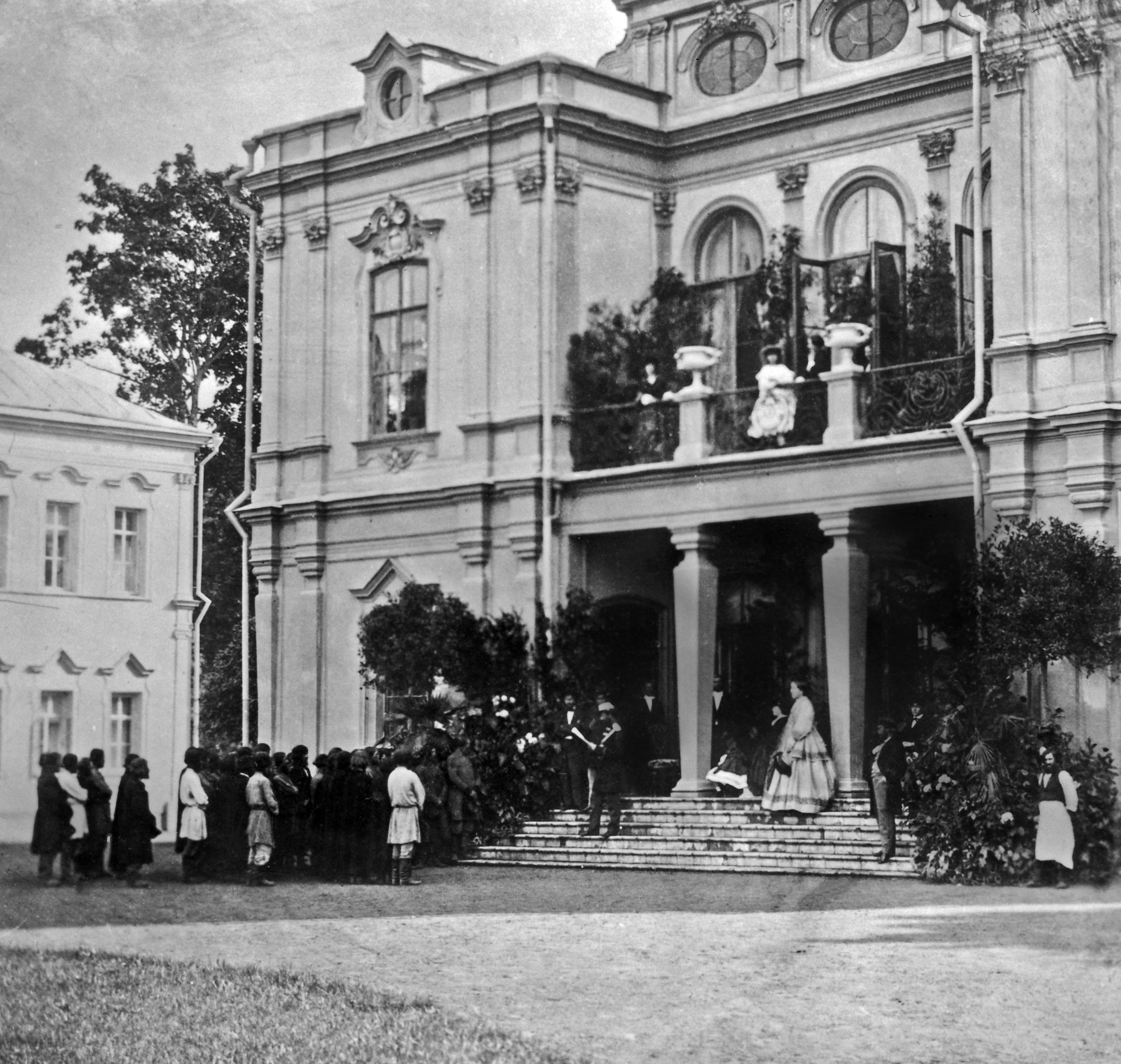
Мировой посредник зачитывает со ступеней господского дома княгини Трубецкой в усадьбе Никольское-Прозоровское Положение о крестьянах 19 февраля 1861 г.

Около 1548 года село Шипилово принадлежало князю Василию Семёновичу Серебряному. В 1585 году оно было пустошью боярина Никиты Юрьева, на которой в начале XVII столетия была построена деревянная церковь во имя Николая чудотворца, после чего пустошь вновь стала селом.

…за князем Семеном, да за стольником князем Матвеем Прозоровскими в вотчине, по жалованной грамоте, что было преж всего вотчина боярина Никиты Романовича Юрьева, село Шипилово, Никольское тож, а в нем церковь Николы чудотворца древяна, клетцки, а в ней образы, и свечи, и книги и на колокольнице колокола вотчинниково строение, да на церковной земле во дв. поп Стахей Евстратов, да в том же селе 2 дв. вотчинников, дв. прикащика и 12 дв. задворных людей.— писцовые книги 1623—1624 гг.
В 1678 году село принадлежало князьям Петру Семёновичу и Петру Ивановичу Прозоровским. Спустя 10 лет Пётр Иванович продал свою половину села Петру Семёновичу, от которого в 1693 году оно перешло его детям — князьям Андрею, Никите и Александру.
В 1700 году половиной села Шипилово завладел князь Борис Алексеевич Голицын, после смерти которого его сыном Сергеем эта половина была продана в 1720 году Прокофию Фёдоровичу Соковнину. В 1747 году владелец другой половины села — князь Иван Андреевич Прозоровский — выкупил другую часть у владевших ею детей Прокофия Соковнина.

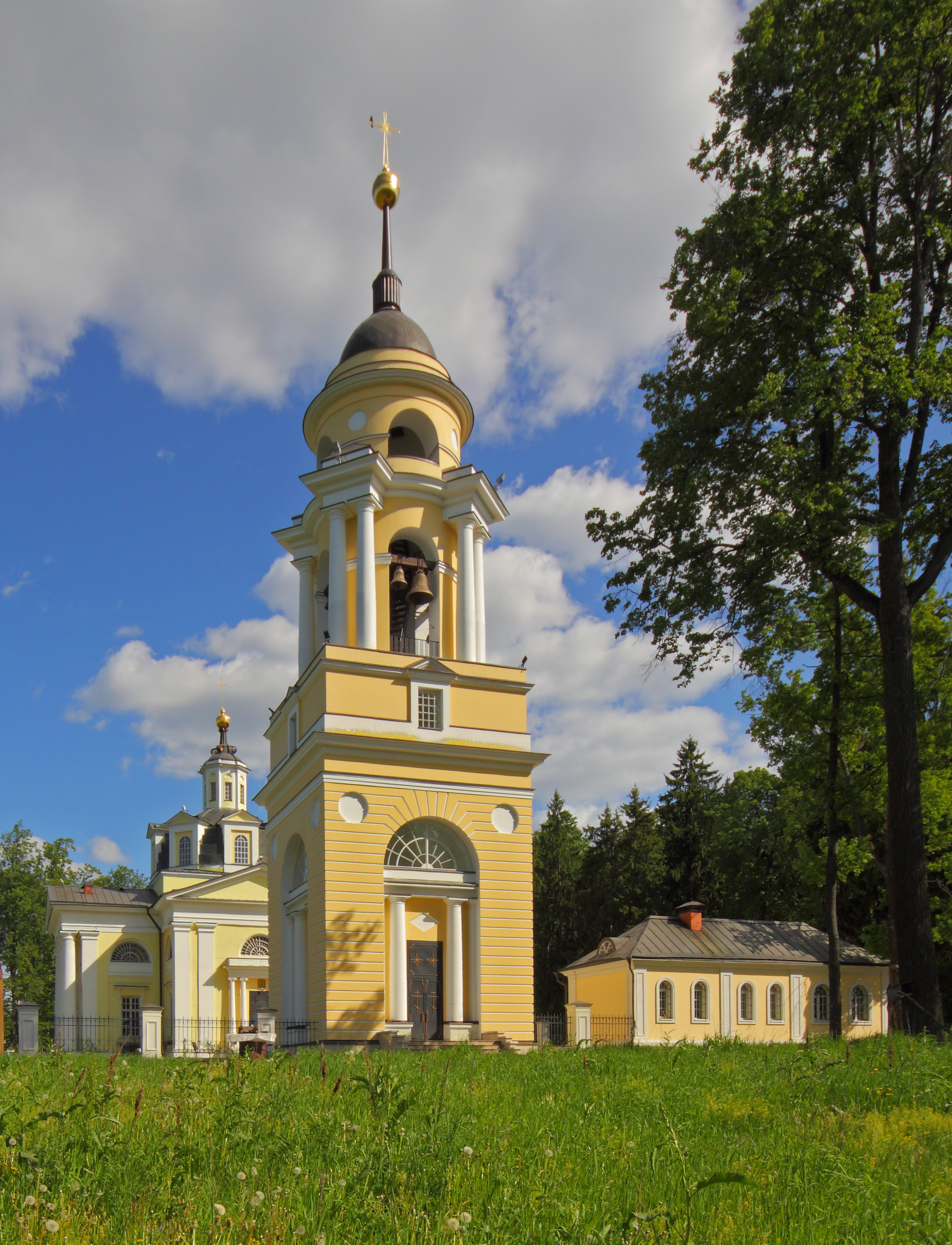

В 1792 году на средства князя А. И. Прозоровского построена новая церковь Николая Чудотворца — центрический однокупольный храм в стиле классицизма. В 1930-е годы храм был закрыт, сломана отдельно стоящая колокольня. Вновь открыт в 1997 году и отремонтирован.
Церковь входит в комплекс усадьбы Никольское-Прозоровское, включающей помимо неё главный дом, грот, домик, парк с прудами и два флигеля. Является объектом культурного наследия России, как памятник архитектуры федерального значения.
В середине XIX века село Никольское относилось ко 2-му стану Московского уезда Московской губернии и принадлежала княжне Трубецкой, в селе был 1 двор, церковь, господский дом и оранжерея, крестьян 3 души мужского пола и 2 души женского.
В «Списке населённых мест» 1862 года — владельческое село Московского уезда по левую сторону Ольшанского тракта (между Ярославским шоссе и Дмитровским трактом), в 30 верстах от губернского города и 18 верстах от становой квартиры, при прудах, с 13 дворами, православной церковью и 80 жителями (43 мужчины, 37 женщин).
По данным на 1899 год — село Марфинской волости Московского уезда с 35 жителями и земским училищем.
По материалам Всесоюзной переписи населения 1926 года — село Мало-Ивановского сельсовета Трудовой волости Московского уезда в 4,5 км от Марфинского шоссе и 6,5 км от станции Катуар Савёловской железной дороги, проживало 63 жителя (40 мужчин, 23 женщины), насчитывалось 33 хозяйства, из которых 32 крестьянских, работало лесничество и школа молодёжи.
С 1929 года — населённый пункт в составе Коммунистического района Московского округа Московской области. Постановлением ЦИК и СНК от 23 июля 1930 года округа как административно-территориальные единицы были ликвидированы.
1929—1935 гг. — в составе Румянцевского сельсовета Коммунистического района.
1935—1939 гг. — в составе Румянцевского сельсовета Дмитровского района.
1939—1951 гг. — в составе Румянцевского сельсовета Краснополянского района.
1951—1954 гг. — в составе Черновского сельсовета Краснополянского района.
1954—1959 гг. — в составе Сухаревского сельсовета Краснополянского района.
1959—1960 гг. — в составе Сухаревского сельсовета Химкинского района.
1960—1963, 1965—1994 гг. — в составе Сухаревского сельсовета Мытищинского района.
1963—1965 гг. — в составе Сухаревского сельсовета Мытищинского укрупнённого сельского района.
1994—2006 гг. — посёлок Сухаревского сельского округа Мытищинского района.
2006—2015 гг. — посёлок сельского поселения Федоскинское Мытищинского района.